# Thierno Thiam
Thierno Thiam, conosciuto come Billo (Touba, 11 dicembre 1972), è un attore e ballerino senegalese che lavora per il cinema e la televisione italiana.

## Biografia
Nato in Senegal, si trasferisce in Italia all'età di 16 anni come clandestino, ottenendo il suo primo permesso di soggiorno nel 1996. Diplomato come sarto, sogna di lavorare nel mondo della moda, ma per mantenersi pratica i lavori più disparati, dal falegname al venditore ambulante. Tra le sue passioni vi è anche la danza, che studia per molti anni, specializzandosi nel genere hip hop.
Inizia la sua attività nel mondo dello spettacolo con alcune comparsate televisive, in seguito prende parte al programma Beato tra le donne e si fa notare tra i Carramba Boys del programma Carràmba che fortuna, condotta da Raffaella Carrà. Partecipa ad un'edizione di Domenica in, come membro della boy band CB Band. La notorietà arriva grazie al programma televisivo Libero, dove con grande autoironia si faceva prendere in giro dal conduttore, Teo Mammucari. Fu proprio in quell'occasione che gli fu affibbiato il nomignolo Billo.
Nel 1999 debutta come attore nel film di Vincenzo Salemme Amore a prima vista, nel 2003 ottiene una parte nel film di Ferzan Özpetek La finestra di fronte, dove aveva il ruolo del marito del personaggio interpretato da Serra Yılmaz. Recita nel film di Cristina Comencini Bianco e nero ed è protagonista del film Billo - Il grand Dakhaar, film che rispecchia in parte le sue esperienze vissute dopo il suo arrivo in Italia. Apparso nelle serie televisive Capri e Boris, ha inoltre creato una sua linea di moda chiamata "Billo Style".

## Filmografia

### Cinema
- Amore a prima vista, regia di Vincenzo Salemme (1999)
- La finestra di fronte, regia di Ferzan Özpetek (2003)
- Le barzellette, regia di Carlo Vanzina (2004)
- Bianco e nero, regia di Cristina Comencini (2008)
- Billo - Il grand Dakhaar, regia di Laura Muscardin (2008)
- Anche se è amore non si vede, regia di Salvatore Ficarra e Valentino Picone (2011)
- Cosimo e Nicole, regia di Francesco Amato (2012)
- Sotto una buona stella, regia di Carlo Verdone (2014)
- Scappo a casa, regia di Enrico Lando (2019)
- Addio al nubilato, regia di Francesco Apolloni (2021)
- Lasciarsi un giorno a Roma, regia di Edoardo Leo (2021)

### Televisione
- Capri - serie TV (2006-2010)
- Boris - serie TV (2008)
- Provaci ancora prof! - serie TV (2017)
- Rosy Abate - La serie - serie TV (2017)